# Viertelton-Musik
Die Viertelton-Musik, basierend auf Mikrointervallen, entstand in der Zeit ab etwa 1920 als ein Zweig der Neuen Musik. Dabei werden die Halbtöne des neuzeitlichen Tonsystems der westlichen Musik halbiert, so dass einzelne Töne im Abstand von 50 Cent erzeugt werden. Somit gibt es in der Oktave 24 verschiedene Tonstufen. Für die Notation wurden spezielle Vierteltonversetzungszeichen entwickelt.
Bei bundlosen Streichinstrumenten stellt die Erzeugung dieser Töne kein technisches Problem dar, ähnlich z. B. auch bei der Zugposaune.
Für Tasteninstrumente erfand Willi Möllendorff eine spezielle Klaviatur mit zusätzlichen Tasten. Ein damit ausgerüstetes Bichromatisches Harmonium stellte er 1917 öffentlich vor. Diese Tastatur setzte sich aber nicht durch. Andere Vierteltonkomponisten verwendeten
- zwei herkömmliche Klaviere, die um 50 Cent verschoben gestimmt waren, oder
- ein spezielles Klavier mit zusätzlichen Saiten und zwei Manualen. Solch ein Instrument der Firma August Förster, Löbau befindet sich heute im Prager Nationalmuseum „Museum tschechischer Musik“.[1]

Der erste Viertelton-Flügel wurde von der Firma Förster auf Anweisung von Alois Hába und im Auftrag des tschechoslowakischen Kultusministerium gebaut.

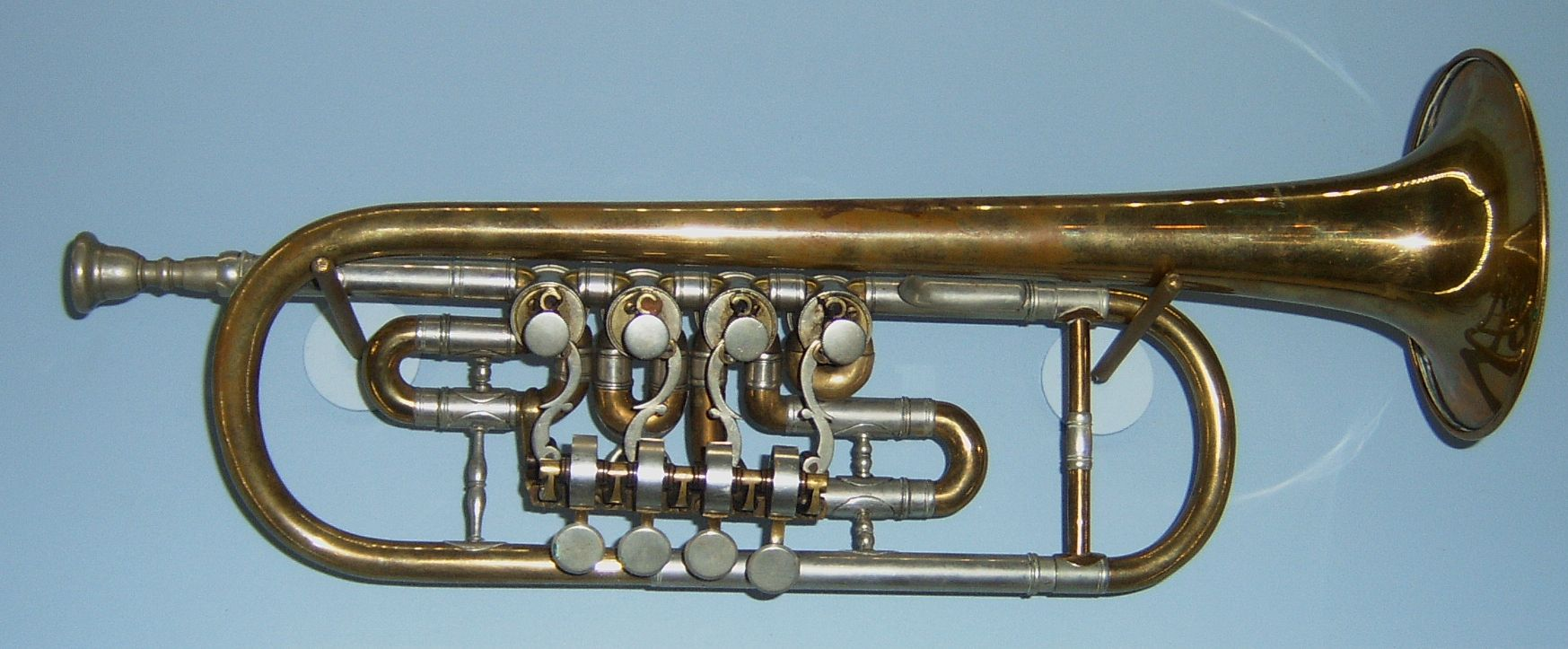
Viertelton-Trompete in C

Bei Blechblasinstrumenten außer der Zugposaune wird ein spezielles Ventil eingebaut, das die Rohrlänge um ca. 3 % verändert (meistens verlängert).

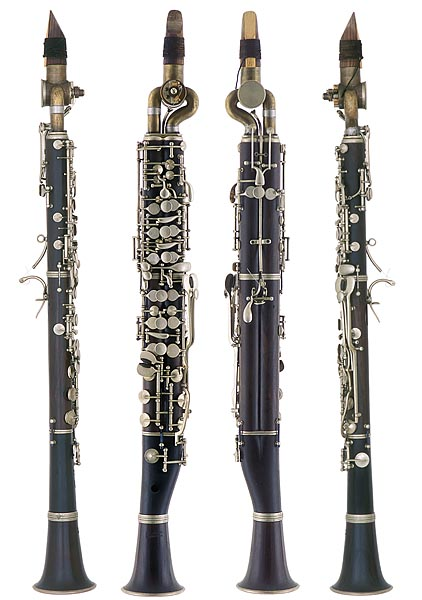
Vierteltonklarinette in vier Ansichten

Schwieriger ist die Realisierung bei Holzblasinstrumenten mit überwiegend Klappen. Im Musikinstrumenten-Museum Markneukirchen existiert eine Klarinette für Viertelton-Musik: Bei dieser ist nach dem Instrumentenmundstück ein Umschaltventil eingebaut, das die Verwendung von 2 akustisch getrennten Luftsäulen mit den jeweils proportional richtig gebohrten Tonlöchern ermöglicht. Konstruktionsbedingt werden bei jeder Griffkombination immer beide Klappensysteme gleichermaßen betätigt.
Als Komponisten sind außer Willi Möllendorff Alois Hába, Arthur Lourié, Iwan Alexandrowitsch Wyschnegradsky, Viktor Ullmann, Charles Ives und György Ligeti hervorgetreten.

## Orgel
Beispiele für die Verwendung von Vierteltönen im Orgelbau finden sich vereinzelt. So sind vier der dreizehn Register des zweiten Schwellwerks der Rieger-Orgel (2014–2017) der Martinskirche zu Kassel mit 24 Tönen, d. h. gleichstufigen Vierteltönen in jeder Oktave ausgestattet.
Die Orgeln der Christengemeinschaft zu Bern sowie zu Basel haben Vierteltöne.

## Sonstiges
Der Jazz-Musiker Don Ellis schrieb 1975 das Buch Quarter Tones, eine theoretische Anleitung zur Verwendung von Vierteltönen. Es ist sehr detailliert und bietet ein hohes Maß an historischen und kulturellen Hintergründen. Ellis erfand auch eine Trompete mit vier Ventilen, die das Spielen von Vierteltönen ermöglicht.